# Praia do Banheiro
A Praia do Banheiro é uma praia situada na freguesia de Costa de Caparica, que integra o concelho de Almada, no litoral português.